# Семенов Федір Іванович
Семенов Федір Іванович — радянський і український кінооператор. Нагороджений Орденом Вітчизняної війни І ступеня, медалями.

## Біографічні відомості
Народ. 15 березня 1925 р. у с. Пасека Воронізької обл. в родині службовця.
Учасник Великої Вітчизняної війни.
Закінчив Ленінградський інститут кіноінженерів (1958) і операторський факультет Всесоюзного державного інституту кінематографії(1965).
Працював фотографом, звукооператором і оператором Ворошиловградського телебачення, оператором Кишинівської студії телебачення, Донецького корпункту, оператором «Укркінохроніки».
Був членом Спілки кінематографістів України.
Помер 4 липня 1985 р. в Києві. 

## Фільмографія
Зняв стрічки: «Ювілейна плавка» (1968), «Там, де навчався Береговий» (1969), «50 років Академії наук УРСР» (1969, у співавт.), «Шахтарі Донбасу» (1970), «Україна вчора, сьогодні» (1970, у співавт.), «Кроки п'ятирічки» (1971), «Тваринництво на промисловій основі» (1971, у співавт.), «Пілот Гаврикова», «Трудова звитяга» (1972), «Олексій Стаханов» (1972), «Стан „3600“» (1973), «Велетень в строю» (1973), «Червона субота» (1974), «Тиждень Чилі в СРСР» (1974), «Битва за хліб» (1974), «Донбас ще на БАМ» (1974), «Художник Тишкевич» (1975), «Делегат партійного з'їзду» (1976), «В кожному малюнку — сонце» (1976), «Осінь хлібороба Мордара» (1979), «Мій дід капітан» (1980), «Репортаж з Глиноземного» (1980) та ін.